# Martin Damm
Martin Damm (Liberec, 1 de agosto de 1972) es un jugador profesional de tenis checo, su especialidad era el dobles, en la que se destacó en gran parte de los años 1990 hasta su retirada en 2011.
Su ranking individual más alto es el No.42. Logró esto el 18 de agosto de 1997. No obstante, gozó de una moderada labor en torneos individuales alcanzando 5 finales de torneos ATP entre 1996 y 1998, perdiendo en todos ellos. Para dobles, alcanzó el puesto número 5, el más alto de su carrera. Lo logró el 30 de abril de 2007. En 2006, ganó en el torneo de dobles mixtos del US Open. Esta es su única victoria en Grand Slam.

## Vida personal
Está casado con su esposa Michaela. Tienen dos hijos, Maximillian Martin y Martin Joseph. También tienen una hija llamada Michelle. Él y su familia residen actualmente en Bradenton, Florida, donde nacieron todos sus hijos.

## Torneos de Grand Slam

### Campeón Dobles
| Año  | Torneo  | Pareja       | Oponentes en la final     | Resultado      |
| 2006 | US Open | Leander Paes | Jonas Björkman Max Mirnyi | 6-7(5) 6-4 6-3 |

### Finalista Dobles
| Año  | Torneo               | Pareja        | Oponentes en la final | Resultado   |
| 1993 | US Open              | Karel Nováček | Ken Flach Rick Leach  | 7-6 4-6 2-6 |
| 2006 | Abierto de Australia | Leander Paes  | Bob Bryan Mike Bryan  | 4-6 6-3 6-4 |

### Finalista Dobles Mixto
| Año  | Torneo  | Pareja        | Oponentes en la final         | Resultado |
| 2006 | US Open | Květa Peschke | Martina Navratilova Bob Bryan | 2-6, 3-6  |

## Títulos; 40 (0 + 40)

### Finalista en individuales
- 1996: Seúl (pierde ante Byron Black)
- 1996: Long Island (pierde ante Andrei Medvedev)
- 1996: Pekín (pierde ante Greg Rusedski)
- 1997: Copenhague (pierde ante Thomas Johansson)
- 1998: 's-Hertogenbosch (pierde ante Patrick Rafter)

### Dobles
| Leyenda                |
| Grand Slam (1)         |
| Tennis Masters Cup (0) |
| ATP Masters Series (4) |
| ATP Tour (35)          |

| N.º | Fecha                   | Torneo           | Superficie    | Pareja           | Oponentes en la final                | Resultado         |
| --- | ----------------------- | ---------------- | ------------- | ---------------- | ------------------------------------ | ----------------- |
| 1.  | 8 de marzo de 1993      | Zaragoza         | Moqueta       | Karel Nováček    | Mike Bauer David Rikl                | 2-6 6-4 7-5       |
| 2.  | 26 de abril de 1993     | Múnich           | Tierra batida | Henrik Holm      | Karel Nováček Carl-Uwe Steeb         | 6-0 3-6 7-5       |
| 3.  | 28 de febrero de 1994   | Copenhague       | Moqueta       | Brett Steven     | David Prinosil Udo Riglewski         | 6-3 6-4           |
| 4.  | 28 de marzo de 1994     | Osaka            | Dura          | Sandon Stolle    | David Adams Andrei Olhovskiy         | 6-4 6-4           |
| 5.  | 10 de octubre de 1994   | Ostrava          | Moqueta       | Karel Nováček    | Gary Muller Piet Norval              | 6-4 1-6 6-3       |
| 6.  | 27 de febrero de 1995   | Róterdam         | Moqueta       | Anders Jarryd    | Tomás Carbonell Francisco Roig       | 6-3 6-2           |
| 7.  | 13 de marzo de 1995     | San Petersburgo  | Moqueta       | Anders Järryd    | Yevgeny Kafelnikov Jakob Hlasek      | 6-4 6-2           |
| 8.  | 7 de octubre de 1996    | Pekín            | Moqueta       | Andrei Olhovskiy | Patrick Rafter Gary Muller           | 6-4 7-5           |
| 9.  | 7 de abril de 1997      | Hong Kong        | Dura          | Daniel Vacek     | Jeff Tarango Karsten Braasch         | 6-3 6-4           |
| 10. | 14 de abril de 1997     | Tokio            | Dura          | Daniel Vacek     | Justin Gimelstob Patrick Rafter      | 2-6 6-2 7-5       |
| 11. | 3 de noviembre de 1997  | Moscú            | Moqueta       | Cyril Suk        | David Adams Fabrice Santoro          | 6-4 6-3           |
| 12. | 2 de febrero de 1998    | Split            | Moqueta       | Jiří Novák       | Fredrik Bergh Patrik Fredriksson     | 7-6 6-2           |
| 13. | 23 de febrero de 1998   | Londres          | Moqueta       | Jim Grabb        | Yevgeny Kafelnikov Daniel Vacek      | 6-4 7-5           |
| 14. | 3 de agosto de 1998     | Toronto TMS      | Dura          | Jim Grabb        | Ellis Ferreira Rick Leach            | 6-7 6-2 7-6       |
| 15. | 26 de abril de 1999     | Praga            | Tierra batida | Radek Štěpánek   | Nicolás Lapentti Mark Keil           | 6-0 6-2           |
| 16. | 28 de febrero de 2000   | Copenhague       | Dura          | David Prinosil   | Jonas Björkman Sébastien Lareau      | 6-1 5-7 7-5       |
| 17. | 8 de mayo de 2000       | Roma TMS         | Tierra batida | Dominik Hrbatý   | Wayne Ferreira Yevgeny Kafelnikov    | 6-4 4-6 6-3       |
| 18. | 19 de junio de 2000     | 's-Hertogenbosch | Césped        | Cyril Suk        | Paul Haarhuis Sandon Stolle          | 6-4 6-7(5) 7-6(5) |
| 19. | 13 de agosto de 2001    | Washington       | Dura          | David Prinosil   | Bob Bryan Mike Bryan                 | 7-6(5) 6-3        |
| 20. | 8 de octubre de 2001    | Viena            | Dura          | Radek Štěpánek   | Jiří Novák David Rikl                | 6-3 6-2           |
| 21. | 4 de marzo de 2002      | Delray Beach     | Dura          | Cyril Suk        | David Adams Ben Ellwood              | 6-4 6-7(5) 10-5   |
| 22. | 6 de mayo de 2002       | Roma TMS         | Tierra batida | Cyril Suk        | Wayne Black Kevin Ullyett            | 7-5 7-5           |
| 23. | 17 de junio de 2002     | 's-Hertogenbosch | Césped        | Cyril Suk        | Paul Haarhuis Brian MacPhie          | 7-6(6) 6-7(6) 6-4 |
| 24. | 30 de diciembre de 2002 | Doha             | Dura          | Cyril Suk        | Mark Knowles Daniel Nestor           | 6-4 7-6(10)       |
| 25. | 16 de junio de 2003     | 's-Hertogenbosch | Césped        | Cyril Suk        | Donald Johnson Leander Paes          | 7-5 7-6(4)        |
| 26. | 21 de julio de 2003     | Kitzbühel        | Tierra batida | Cyril Suk        | Jürgen Melzer Alexander Peya         | 6-4 6-4           |
| 27. | 5 de enero de 2004      | Doha             | Dura          | Cyril Suk        | Stefan Koubek Andy Roddick           | 6-2 6-4           |
| 28. | 14 de junio de 2004     | 's-Hertogenbosch | Césped        | Cyril Suk        | Lars Burgsmüller Jan Vacek           | 6-3 6-7(7) 6-3    |
| 29. | 29 de octubre de 2004   | Viena            | Dura          | Cyril Suk        | Gastón Etlis Martín Rodríguez        | 6-7(4) 6-4 7-6(4) |
| 30. | 7 de febrero de 2005    | Marsella         | Dura          | Radek Štěpánek   | Mark Knowles Daniel Nestor           | 7-6(4) 7-6(5)     |
| 31. | 21 de febrero de 2005   | Dubái            | Dura          | Radek Štěpánek   | Jonas Björkman Fabrice Santoro       | 6-2 6-4           |
| 32. | 13 de febrero de 2006   | Marsella         | Dura          | Radek Štěpánek   | Mark Knowles Daniel Nestor           | 6-2 6-7(4) 10-3   |
| 33. | 19 de junio de 2006     | 's-Hertogenbosch | Césped        | Leander Paes     | Arnaud Clément Chris Haggard         | 6-1 7-6(3)        |
| 34. | 28 de agosto de 2006    | US Open          | Dura          | Leander Paes     | Jonas Björkman Max Mirnyi            | 6-7(5) 6-4 6-3    |
| 35. | 18 de febrero de 2007   | Róterdam         | Dura          | Leander Paes     | Andrei Pavel Alexander Waske         | 6-3 6-7(5) 10-7   |
| 36. | 18 de marzo de 2007     | Indian Wells TMS | Dura          | Leander Paes     | Jonathan Erlich Andy Ram             | 6-4 6-4           |
| 37. | 11 de febrero de 2008   | Marsella         | Dura          | Pavel Vízner     | Yves Allegro Jeff Coetzee            | 7-6(0) 7-5        |
| 38. | 12 de enero de 2009     | Auckland         | Dura          | Robert Lindstedt | Scott Lipsky Leander Paes            | 7-5 6-4           |
| 39. | 2 de febrero de 2009    | Zagreb           | Dura (i)      | Robert Lindstedt | Christopher Kas Rogier Wassen        | 6-4 6-3           |
| 40. | 9 de agosto de 2009     | Washington       | Dura          | Robert Lindstedt | Mariusz Fyrstenberg Marcin Matkowski | 7-5 7-6(3)        |

### Finalista en dobles
- 1993: US Open y Copenhague
- 1994: Marsella, Zaragoza y Lyon
- 1996: Zagreb y Singapur
- 2000: Miami TMS
- 2001: ´s-Hertogenbosch y Cincinnati TMS
- 2002: Acapulco
- 2003: Long Island y Halle
- 2004: Marsella
- 2005: Sankt Pölten
- 2006: Abierto de Australia
- 2007: Doha, ´s-Hertogenbosch y Miami TMS
- 2008: Dubái
- 2009: Dubái, Estoril
- 2010: Halle

## Clasificación histórica
| Torneo                    | 1990  | 1991  | 1992  | 1993  | 1994  | 1995  | 1996  | 1997  | 1998  | 1999  | 2000  | 2001  | 2002  | 2003  | 2004  | 2005  | 2006  | 2007  | 2008  | 2009  | 2010  | 2011  | SR     |
| ------------------------- | ----- | ----- | ----- | ----- | ----- | ----- | ----- | ----- | ----- | ----- | ----- | ----- | ----- | ----- | ----- | ----- | ----- | ----- | ----- | ----- | ----- | ----- | ------ |
| Torneos de Grand Slam     |       |       |       |       |       |       |       |       |       |       |       |       |       |       |       |       |       |       |       |       |       |       |        |
| Abierto de Australia      | A     | A     | A     | 1R    | SF    | 2R    | CF    | CF    | A     | 1R    | 3R    | A     | CF    | 3R    | 2R    | 1R    | F     | 3R    | CF    | 2R    | 2R    | A     | 0 / 16 |
| Roland Garros             | A     | 1R    | 1R    | 1R    | 2R    | 1R    | A     | 2R    | A     | 1R    | 3R    | 1R    | CF    | 2R    | 1R    | CF    | 1R    | 2R    | 1R    | 1R    | 1R    | 1R    | 0 / 19 |
| Wimbledon                 | A     | A     | 1R    | 1R    | 3R    | A     | 1R    | SF    | 3R    | 1R    | 2R    | 1R    | CF    | CF    | 3R    | 2R    | SF    | CF    | 1R    | 3R    | 3R    | 1R    | 0 / 20 |
| Abierto de Estados Unidos | A     | A     | 1R    | F     | CF    | 2R    | 1R    | 3R    | CF    | 1R    | 3R    | 3R    | 1R    | CF    | 3R    | 3R    | G     | 1R    | 3R    | 3R    | 2R    | 1R    | 1 / 20 |
| Grand Slam SR             | 0 / 0 | 0 / 1 | 0 / 3 | 0 / 4 | 0 / 4 | 0 / 3 | 0 / 3 | 0 / 4 | 0 / 2 | 0 / 4 | 0 / 4 | 0 / 3 | 0 / 4 | 0 / 4 | 0 / 4 | 0 / 4 | 1 / 4 | 0 / 4 | 0 / 4 | 0 / 4 | 0 / 4 | 0 / 3 | 1 / 75 |

## Refefrencias
1. ↑  «Martin Damm». ESPN. Consultado el 30 de julio de 2022.
2. ↑  Fernández, Ariel (29 de septiembre de 2021). «Martin Damm: La nueva torre del tenis estadounidense». Canal Tenis. Consultado el 30 de julio de 2022.
3. ↑  «Martin Damm». Sports Pundit (en inglés). Consultado el 30 de julio de 2022.